# Airway Heights

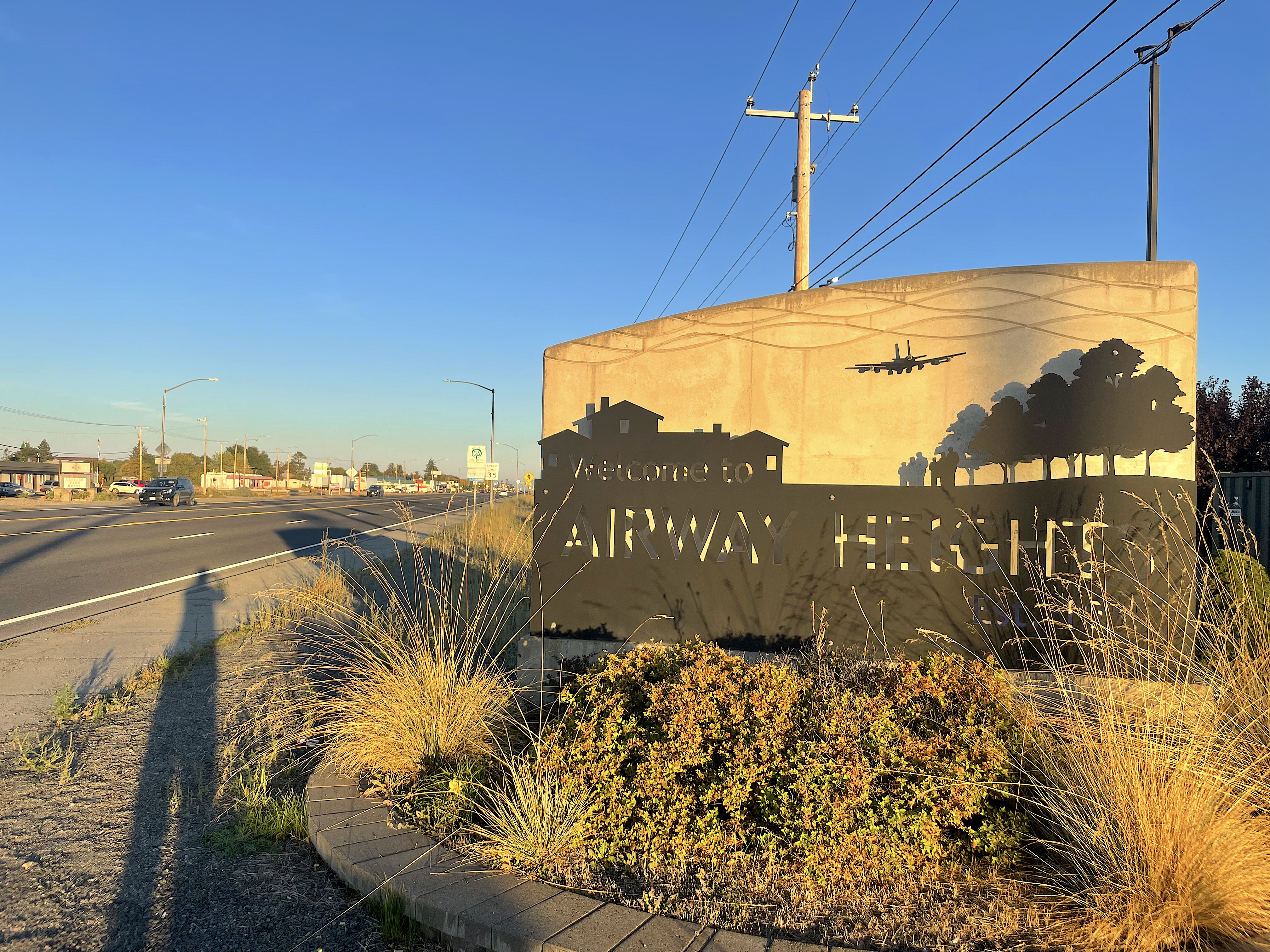
Painel de boas-vindas a Airway Heights na U.S. 2, voltado para leste

Airway Heights é uma cidade localizada no estado norte-americano de Washington, no Condado de Spokane.

## Demografia
Segundo o censo norte-americano de 2000, a sua população era de 4500 habitantes.
Em 2006, foi estimada uma população de 4756, um aumento de 256 (5.7%).

## Geografia
De acordo com o United States Census Bureau tem uma área de
12,6 km², dos quais 12,6 km² cobertos por terra e 0,0 km² cobertos por água. Airway Heights localiza-se a aproximadamente 508 m acima do nível do mar.

## Localidades na vizinhança
O diagrama seguinte representa as localidades num raio de 20 km ao redor de Airway Heights.